# Põltsamaa
Põltsamaa je město v Estonsku, v kraji Jõgevamaa. Leží na řece Põltsamaa. V roce 2020 zde žilo 3 933 obyvatel. Stojí zde stejnojmenný hrad. Je správním centem stejnojmenné samosprávné obce Põltsamaa.